# ヴワディスワフ・ドミニク・ザスワフスキ
ヴワディスワフ・ドミニク・ザスワフスキ＝オストログスキ（ポーランド語：Władysław Dominik Zasławski-Ostrogski; ウクライナ語：Владислав Домінік Заславський-Острозький；1618年 - 1656年5月5日）は、ポーランド・リトアニア共和国に属していたルテニアの大貴族、公。オストロフの第3代オルディナトで、王冠領侍従長（Koniuszy wielki koronny）の任にあった。体つきと生活様式から「甘えん坊」とよばれた。

## 人物
アレクサンデル・ザスワフスキ公とヤヌシュ・オストログスキ公の娘エウフロジナとの間に生まれ、10歳の時に莫大なオストログスキ家の財産と領地を相続した。当時のヴォルィーニ地方で最も強大なマグナートであり、1645年よりサンドミェシュ県知事、1649年よりクラクフ県知事をそれぞれ務め、1639年から1653年までルーツィクの代官を務めた。彼は同時代の共和国のマグナートの中では、スタニスワフ・ルボミルスキに次いで2番目に富裕だったという。彼は1634年にゾフィア・リゲザンカと初婚後、1650年にルーシ県知事ヤクプ・ソビェスキの娘カタジナと再婚した。カタジナは後に国王となったヤン・ソビェスキの妹である。
ザスワフスキは自分の領地のあるウクライナ地方でフメリニツキーの乱が起きると、大法官イェジ・オッソリンスキの力添えで議会により国王軍の臨時司令官（レギメンタシュ）に任命され、プィリャーヴツィの戦いで共和国軍を指揮したが、ザスワフスキが指揮官として無能であったために反乱者のウクライナ・コサック軍に大敗を喫した。ザスワフスキは1651年のベレステーチュコの戦いにも参加している。スウェーデンが侵攻してきた「大洪水」の最中にあってもザスワフスキは国王ヤン2世カジミェシュに忠誠を誓い続け、プシェムィシルの防衛に備えた。
1630年代、彼の所領はリヴィウ郊外のスタレ・ショウォにあったが、彼が1642年にその地に建てた要塞は1648年のコサックの首領ボフダン・フメリニツキーによるリヴィウ包囲の際、破壊された。城は1649年から1654年にかけて再建されたが、要塞の中には宮殿が新造された。
ザスワフスキはスタレ・ショウォの宮殿で亡くなり、家督は息子のアレクサンデル・ヤヌシュ・ザスワフスキが相続した。

## 系図
| ズザンナ・セレディス | ズザンナ・セレディス | ズザンナ・セレディス | ズザンナ・セレディス | ズザンナ・セレディス | ズザンナ・セレディス |                              |                              |                              |                              |                              |                              | ヤヌシュ・オストログスキ | ヤヌシュ・オストログスキ | ヤヌシュ・オストログスキ | ヤヌシュ・オストログスキ | ヤヌシュ・オストログスキ                               | ヤヌシュ・オストログスキ |  |  | アレクサンドラ・サングシュコ | アレクサンドラ・サングシュコ | アレクサンドラ・サングシュコ | アレクサンドラ・サングシュコ | アレクサンドラ・サングシュコ | アレクサンドラ・サングシュコ |                              |                              |                              |                              |                              |                              | ヤヌシュ・ザスワフスキ | ヤヌシュ・ザスワフスキ | ヤヌシュ・ザスワフスキ | ヤヌシュ・ザスワフスキ | ヤヌシュ・ザスワフスキ | ヤヌシュ・ザスワフスキ |  |  |
| ズザンナ・セレディス | ズザンナ・セレディス | ズザンナ・セレディス | ズザンナ・セレディス | ズザンナ・セレディス | ズザンナ・セレディス |                              |                              |                              |                              |                              |                              | ヤヌシュ・オストログスキ | ヤヌシュ・オストログスキ | ヤヌシュ・オストログスキ | ヤヌシュ・オストログスキ | ヤヌシュ・オストログスキ                               | ヤヌシュ・オストログスキ |  |  | アレクサンドラ・サングシュコ | アレクサンドラ・サングシュコ | アレクサンドラ・サングシュコ | アレクサンドラ・サングシュコ | アレクサンドラ・サングシュコ | アレクサンドラ・サングシュコ |                              |                              |                              |                              |                              |                              | ヤヌシュ・ザスワフスキ | ヤヌシュ・ザスワフスキ | ヤヌシュ・ザスワフスキ | ヤヌシュ・ザスワフスキ | ヤヌシュ・ザスワフスキ | ヤヌシュ・ザスワフスキ |  |  |
|                      |                      |                      |                      |                      |                      |                              |                              |                              |                              |                              |                              |                          |                          |                          |                          |                                                        |                          |  |  |                              |                              |                              |                              |                              |                              |                              |                              |                              |                              |                              |                              |                        |                        |                        |                        |                        |                        |  |  |
|                      |                      |                      |                      |                      |                      | エウフロジナ・オストログスカ | エウフロジナ・オストログスカ | エウフロジナ・オストログスカ | エウフロジナ・オストログスカ | エウフロジナ・オストログスカ | エウフロジナ・オストログスカ |                          |                          |                          |                          |                                                        |                          |  |  |                              |                              |                              |                              |                              |                              | アレクサンデル・ザスワフスキ | アレクサンデル・ザスワフスキ | アレクサンデル・ザスワフスキ | アレクサンデル・ザスワフスキ | アレクサンデル・ザスワフスキ | アレクサンデル・ザスワフスキ |                        |                        |                        |                        |                        |                        |  |  |
|                      |                      |                      |                      |                      |                      | エウフロジナ・オストログスカ | エウフロジナ・オストログスカ | エウフロジナ・オストログスカ | エウフロジナ・オストログスカ | エウフロジナ・オストログスカ | エウフロジナ・オストログスカ |                          |                          |                          |                          |                                                        |                          |  |  |                              |                              |                              |                              |                              |                              | アレクサンデル・ザスワフスキ | アレクサンデル・ザスワフスキ | アレクサンデル・ザスワフスキ | アレクサンデル・ザスワフスキ | アレクサンデル・ザスワフスキ | アレクサンデル・ザスワフスキ |                        |                        |                        |                        |                        |                        |  |  |
|                      |                      |                      |                      |                      |                      |                              |                              |                              |                              |                              |                              |                          |                          |                          |                          |                                                        |                          |  |  |                              |                              |                              |                              |                              |                              |                              |                              |                              |                              |                              |                              |                        |                        |                        |                        |                        |                        |  |  |
|                      |                      |                      |                      |                      |                      |                              |                              |                              |                              |                              |                              |                          |                          |                          |                          | ヴワディスワフ・ドミニク・ザスワフスキ＝オストログスキ |                          |  |  |                              |                              |                              |                              |                              |                              |                              |                              |                              |                              |                              |                              |                        |                        |                        |                        |                        |                        |  |  |